# ليم تشو تشو
ليم تشو تشو هي ممثلة كندية، ولدت في 21 يناير 1905 في فانكوفر في كندا، وتوفيت في 16 فبراير 1979 في هونغ كونغ البريطانية.

## وصلات خارجية
- ليم تشو تشو على موقع IMDb (الإنجليزية)
- ليم تشو تشو على موقع قاعدة بيانات الفيلم (الإنجليزية)